# Bernhard von Sachsen-Weimar
Bernhard, Herzog von Sachsen-Weimar (* 16. August 1604 in Weimar; † 18. Juli 1639 in Neuenburg am Rhein) war ein protestantischer Feldherr des Dreißigjährigen Krieges und während des Krieges kurzzeitig Herzog von Franken.

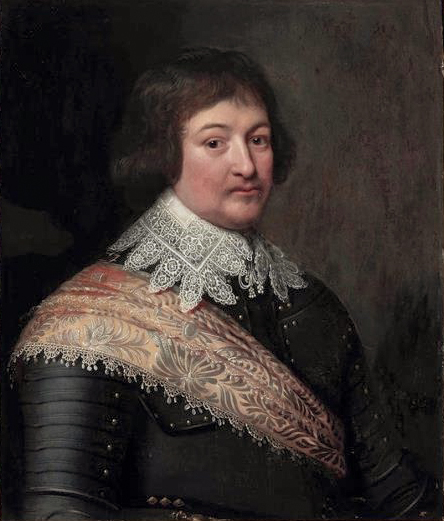
Herzog Bernhard von Sachsen-Weimar

## Kindheit und Jugend
Bernhard war der elfte und jüngste Sohn des Herzogs Johann von Sachsen-Weimar und dessen Ehefrau Dorothea Maria von Anhalt. Als nachgeborener Sohn hatte er nur geringe Aussichten, später substanziellen Einfluss auf die Regierung des Landes zu nehmen. Bereits in seinem ersten Lebensjahr verlor er seinen Vater und, noch nicht volle 13 Jahre alt, auch seine Mutter. Für seine erste Bildung sorgte u. a. der Hauslehrer Friedrich Hortleder. Er wuchs die ersten 14 Jahre im Weimarer Schloss Hornstein auf, bis dieses 1618 zu großen Teilen durch einen Brand zerstört wurde. Anschließend nur kurze Zeit an der Universität Jena, wechselte er bald zum höfisch-ritterlichen Leben am Hof seines Verwandten, des Herzogs Johann Casimir von Sachsen-Coburg. Seit dem Tod des Vaters war Bernhard durch Mutschierung Herzog von Sachsen-Weimar in gemeinsamer Herrschaft mit den Brüdern, aufgrund ihrer aller Minderjährigkeit übten aber die Kurfürsten Christian II. und Johann Georg I. von Sachsen die Vormundschaftsregierung aus.
Ludwig I. von Anhalt-Köthen nahm 1620 den 16-jährigen Bernhard in die Fruchtbringende Gesellschaft auf und verlieh ihm den Gesellschaftsnamen der Austrucknende und das Motto  in seiner Wirkung. Sein Emblem war eine reife Quitte. Im Köthener Gesellschaftsbuch findet sich Bernhards Eintrag unter der Nr. 30. Außerdem war Bernhard unter dem Namen Aristander Mitglied der schäferlichen Académie des parfaits amants.

## Kriegerische Laufbahn

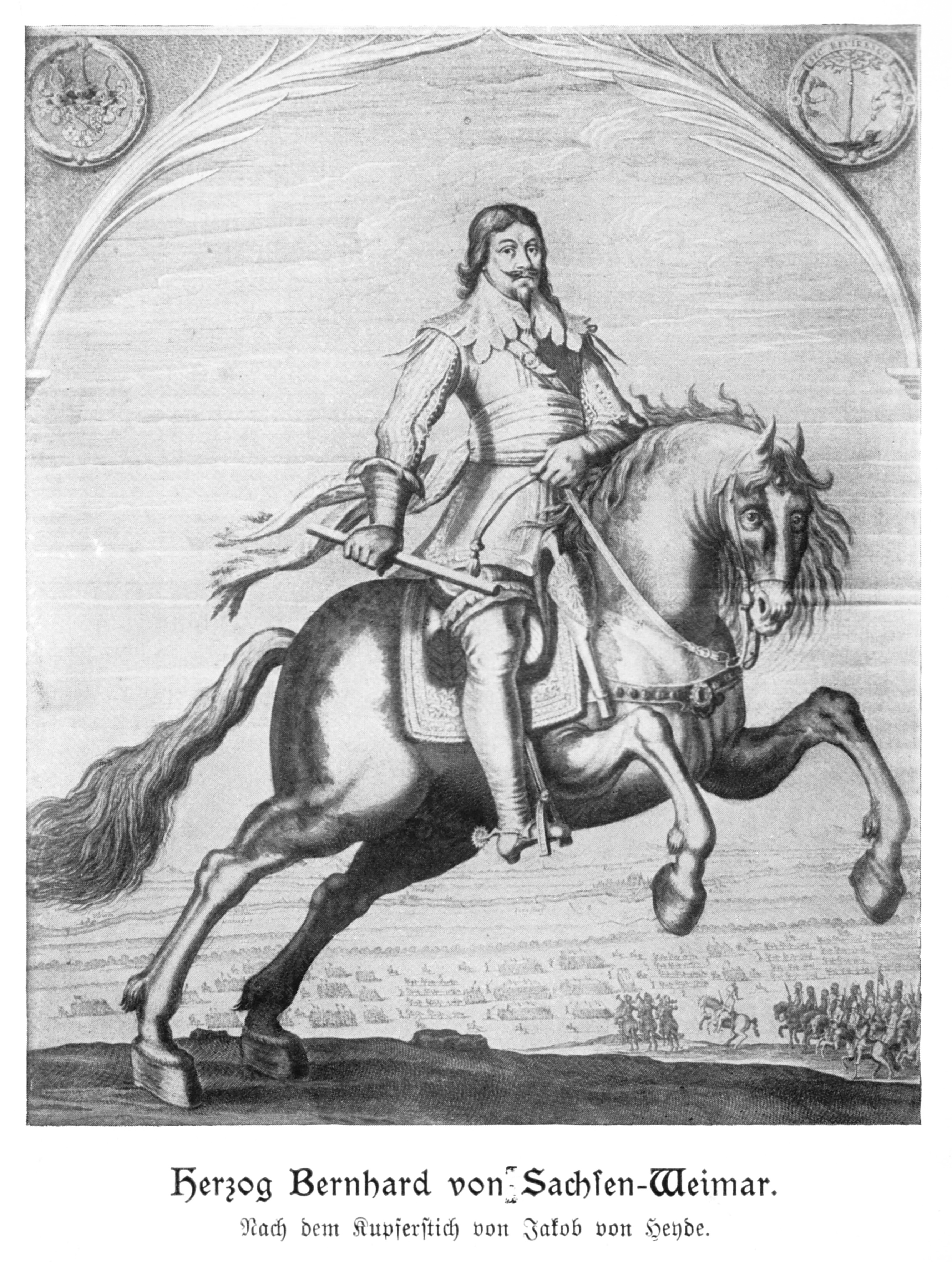
Herzog Bernhard von Sachsen-Weimar, Abbildung nach einem Kupferstich von Jakob van Heyde (zeitgenössisch) in Konrad Sturmhoefels Illustrierter Geschichte der Sächsischen Lande und ihrer Herrscher, Leipzig, 1908

Seine kriegerische Laufbahn begann Bernhard von Sachsen-Weimar nach Ausbruch des böhmischen Krieges unter Ernst von Mansfeld. Unter diesem kämpfte er 1622 bei Mingolsheim, dann bei Wimpfen unter Markgraf Georg Friedrich von Baden-Durlach und 1623 mit seinem Bruder Wilhelm unter Christian von Braunschweig bei Stadtlohn. Als sich die Niederlage Friedrichs von der Pfalz abzeichnete, trat Bernhard 1625 als Oberst in das Heer des Königs Christian IV. von Dänemark ein, versuchte aber nach einer Niederlage, die er 1627 in Holstein erlitten hatte, in die Dienste des Kaisers zu gelangen, und nahm dann am Krieg in Holland teil.

## Im Dienste Schwedens

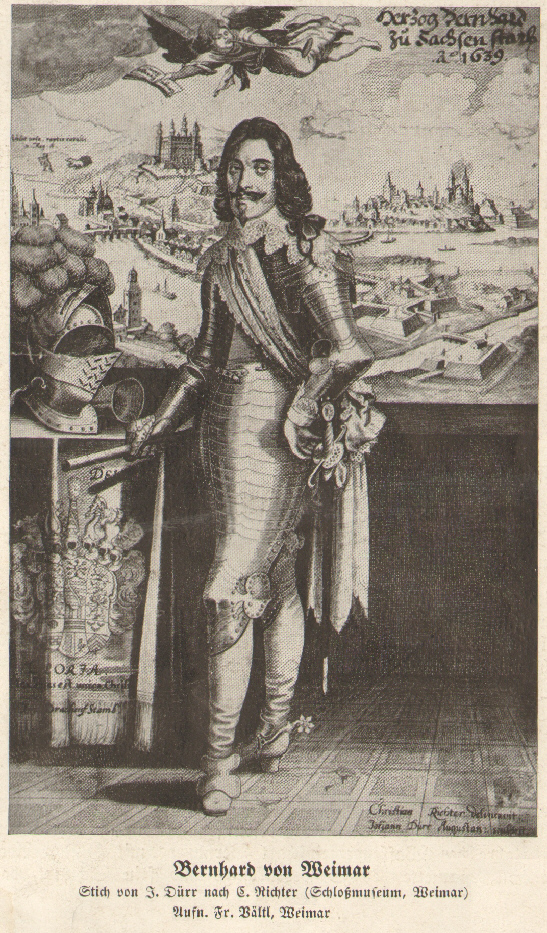
Herzog Bernhard zu Sachsen starb 1639. Kupferstich von J. Dürrr. Im Hintergrund links Würzburg mit der Festung Marienberg, rechts die Festung Breisach

Als 1630 Gustav Adolf in Deutschland erschien, war Bernhard einer der wenigen deutschen Fürsten, die sogleich entschieden auf die Seite des Schwedenkönigs traten. Nachdem Bernhard sich in dem Treffen bei Werben am 28. Juli 1631 ausgezeichnet hatte, ernannte der König ihn zum Obersten seines Leibregiments zu Pferde. Zunächst kämpfte der Fürst mit dem Heer Landgraf Wilhelms in Hessen, begleitete dann jedoch den schwedischen König auf seinem Siegeszug durch Franken, wo er die Festung Marienberg bei Würzburg einnahm, stieß an den Rhein vor, wo er sich Mannheims bemächtigte, und stieß schließlich in Richtung Bayern vor. Am Sturm auf Wallensteins Stellung bei Nürnberg am 24. August 1632 hatte Bernhard großen Anteil. Er blieb zur Deckung Frankens zurück, stieß aber dann bei Arnstadt wieder zum König, als dieser im Oktober nach Sachsen gegen Wallenstein zog. In der Schlacht bei Lützen befehligte Bernhard den linken Flügel, übernahm nach Gustav Adolfs Tod den Oberbefehl über die schwedischen Truppen und gewann ein Unentschieden. Noch im gleichen Jahr vertrieb er die Kaiserlichen aus Sachsen.
Anfang 1633 übertrug ihm der schwedische Kanzler Axel Oxenstierna den Oberbefehl in Franken. Mit dem Plan donauabwärts vorzudringen drang Bernhard erfolgreich in Bayern ein, schlug Johann von Werth und eroberte Eichstätt. Ende Mai 1633 begab er sich nach Frankfurt am Main zum schwedischen Kanzler Oxenstierna, um sich mit dem ihm von Gustav Adolf zugesicherten Herzogtum Franken belehnen zu lassen und um für seine zur Meuterei neigenden Truppen finanzielle Mittel zu besorgen. Der Kanzler konnte Bernhard militärisch nicht entbehren und willigte widerstrebend ein. Am 10. Juni 1633 erhielt Bernhard die förmliche Belehnung mit dem hauptsächlich aus den eroberten Bistümern Bamberg und Würzburg bestehenden Herzogtum Franken und betraute zunächst seinen Bruder Ernst mit der Verwaltung. Außerdem erhielt Bernhard den Auftrag und die Mittel, die von bayerischen Truppen besetzte protestantische Reichsstadt Regensburg zu befreien und mit schwedischen Truppen zu besetzen. Nach der Rückkehr zum Heer versicherte er sich der Treue der meuternden Söldner durch Spenden und bedachte dabei besonders die Offiziere.
Am 4.jul. / 14. November 1633greg. eroberte das Heer von Bernhard die von bayerischen Truppen unter Aldringen nicht geschützte, nur durch schwache Truppen der Katholischen Liga unter dem Kommando des bayerischen Stadtkommandanten Troibreze schon seit April 1632 besetzte und festungsartig ausgebaute Stadt Regensburg nach kurzer Belagerung. Danach stand das Heer von Bernhard in der Oberpfalz und donauabwärts dem Heer von Wallenstein gegenüber. Nach dessen Ermordung im Februar 1634 stieß Bernhard donauabwärts und in die Oberpfalz vor und versuchte vergeblich, die führerlosen Truppen Wallensteins auf seine Seite zu bringen.
Im Frühjahr 1634 war Bernhard gemeinsam mit dem Heer des schwedischen Generals Horn gezwungen, die inzwischen von dem neu aufgestellten kaiserlichen Heer unter dem neuen Oberbefehlshaber und späteren Kaiser Ferdinand III. erneut belagerte  Stadt Regensburg zu entsetzen. Der neue, noch unerfahrene Oberbefehlshaber hatte als Berater neben vielen anderen auch Matthias Gallas. Daneben unterstützte den Thronfolger ein bayerisches Heer unter Johann von Aldringen.
Beim Anmarsch auf das belagerte  Regensburg gewannen die beiden schwedischen Heere am 22. Juli 1634 die Schlacht und Belagerung von Landshut. Wegen der unmäßigen, mehrere Tage andauernden Plünderung der Stadt versäumten es die schwedischen Eroberer aber, sofort nach Regensburg weiter zu ziehen, um die bereits seit drei Monaten vom kaiserlichen Heer belagerte, kurz vor der Kapitulation stehende Stadt noch rechtzeitig zu entsetzen. Beim verspäteten Abzug aus Landshut stellte sich dann durch Mitteilung eines berittenen Boten heraus, dass Regensburg bereits am 26. Juli 1634 kapituliert hatte, doch war die Nachricht aus der komplett abgeriegelten Stadt nicht rechtzeitig herausgekommen. Der überlange Aufenthalt der Schweden in Landshut erwies sich als schwerer, folgenreicher und bisher nicht aufgeklärter strategischer Fehler der beiden schwedischen Feldherren.
Die Kapitulation von Regensburg, die den dauerhaften Verlust der Stadt zur Folge hatte, war der Beginn weiterer militärischer Niederlagen der Schweden. Beide Heere unter Bernhard und Horn wurden nach ihrem eiligen Rückzug aus Bayern in der Schlacht bei Nördlingen am 6. September 1634 vom stark überlegenen kaiserlich-bayerisch-spanischen Heer unter den Feldherren Ferdinand III., Ferdinand von Spanien, Karl IV. (Lothringen) und Matthias Gallas so gründlich geschlagen, dass ihre gesamte Ausrüstung verloren ging und sich die beiden Heere auflösten. Diese schwere Niederlage kostete die Schweden endgültig ihren Nimbus der Unbesiegbarkeit und ihre Stellung in Oberdeutschland. General Horn geriet in Gefangenschaft. Bernhard rettete sich mit Glück, verlor aber seine Kanzlei, allen Besitz und am Ende auch sein Herzogtum Franken.
Die überlebenden Söldner und Offiziere beider Heere waren nach der Flucht über das ganze Reichsgebiet verstreut, weil die schwedische Armee große Teile des Reichsgebietes beherrschte, viele Garnisonen besaß und auch mit den protestantischen Reichsfürsten Wilhelm V. (Hessen-Kassel) und Georg von Lüneburg verbündet war. Bernhard reiste über Heilbronn nach Frankfurt, wo er damit begann, die Reste der beiden Heere zu sammeln und vergeblich versuchte, den schwedischen Reichskanzler Axel Oxenstierna von seinen Plänen zur Aufstellung eines neuen Heeres zu überzeugen. Es war eine große Leistung von Bernhard, aus diesen Söldnern und Offizieren ein neues, ihm treu ergebenes Heer – genannt „Die Weimaraner“ – zusammenzustellen, in den folgenden Jahren zusammenhalten und mit Hilfe von Frankreich besolden zu können. Gallas soll diese Leistung seines Gegners Bernhard von Sachsen-Weimar nach den vielen Gefechten, die er im Laufe der Jahre 1635/36 in Lothringen gegen ihn verloren hatte, wie folgt kommentiert haben: Wenn er es nicht selbst erlebt hätte, hätte er es sich nicht vorstellen können, dass es Bernhard von Sachsen-Weimar nach seiner totalen Niederlage in der Schlacht bei Nördlingen jemals gelingen würde, den Neuaufbau eines Heeres zu schaffen, das seine zahlenmäßig weit überlegene Armee so zermürben und im Folgejahr dann sogar gänzlich aufreiben könne.

## Im Dienste Frankreichs
Nachdem sich Bernhard Ende September 1635 in der Schlacht von Wallerfangen nur mühsam gegen das über den Rhein vorgerückte feindliche kaiserliche Heer unter Matthias Gallas hatte halten können und bis über nach Metz in Frankreich  zurückgedrängt worden war, sah er sich veranlasst, eine nähere Verbindung mit  Frankreich einzugehen, dessen erster Minister Kardinal Richelieu sein Heer (die Weimaraner) bereits finanziell unterstützt hatte. Die Zeit für Verhandlungen war für Bernhard günstig, denn es war offensichtlich, dass Frankreich kaum kriegserfahrene Feldherren hatte. Darauf hatte der damals erst 24 Jahre alte, spätere große französische Feldherr Turenne hingewiesen, als er nach dem überwältigenden Sieg der Habsburger bei Nördlingen feststellte, dass Frankreich nach dem Tod von drei jüngst verstorbenen französischen Feldherren den fähigen deutschen Generälen nicht mehr ebenbürtig sei. Dementsprechend prägte der Berater des Kardinals – Père Joseph – den Satz „Wenn wir Bernhard nicht gewinnen, geht ganz Deutschland für uns verloren“ Trotz der günstigen Ausgangslage für Bernhard kam der Bündnisvertrag von Saint-Germain-en-Laye erst nach längeren Verhandlungen am 27. Oktober 1635 zustande, denn Bernhard stellte hohe Forderungen hinsichtlich von Gebieten, in denen er nach der Eroberung die Herrschaft ausüben wollte.
Richelieu sagte zu, Bernhard für die Dauer des Krieges 4 Millionen Livres jährliche Subsidiengelder zum Unterhalt eines Heers von 12.000 Mann deutschen Ursprungs zu Fuß und 6.000 Reitern mit der nötigen Artillerie zur Verfügung zu stellen. In einem geheimen Artikel wurde ihm das Elsass unter der Bedingung zugesichert, die katholische Religion dort nicht zu verdrängen. Für den Fall, dass ihm das Elsass beim Friedensschluss am Ende des Krieges nicht zugesprochen werden könne, wurde ihm eine angemessene Vergütung zugesichert und sogar Besitz in Frankreich zugestanden. Damit wurde Bernhard, obgleich er seinem Ruf nach weiterhin als schwedischer General gelten wollte, doch gänzlich von Frankreich abhängig. Wegen der Ausbezahlung der Subsidien kam es auch bald zum Streit, zu dessen Beilegung Bernhard im März 1636 selbst nach Paris reiste.
Im selben Jahr operierte Bernhard im Elsass und in Lothringen, wo er mehrere Plätze eroberte. Er sah sich aber durch die Mahnungen des misstrauischen Oxenstierna und auch durch die ihm allzu enge Schranken setzende Politik Richelieus veranlasst, mehr Freiheit und Selbständigkeit für sich in Anspruch zu nehmen. Deshalb schloss er 1637 in Paris einen neuen Vergleich. Dem Wunsch des französischen Hofs gemäß wandte er sich dann gegen Hochburgund, wo jetzt der kaiserliche General Savelli ein Heer anführte. Dort nahm er mehrere Plätze ein und brachte am 24. Juni zwischen Gray und Besançon dem Herzog Karl IV. von Lothringen eine nicht unbedeutende Schlappe bei. Darauf zog er über Mömpelgard durch den Sundgau, setzte am 27. Juli bei Rheinau über den Rhein und verschanzte sich auf der dortigen Rheininsel bei dem Dorf Wittenweier. Als sein Heer dort von Johann von Werth heftig angegriffen wurde, zog er sich wieder zurück und bezog im Gebiet von Mömpelgard Winterquartiere. Durch gute Verpflegung stärkte er seine Truppen so, dass er den Feldzug von 1638, den glänzendsten seiner ganzen kriegerischen Laufbahn, sehr frühzeitig eröffnen konnte.
Schon am 18.jul. / 28. Januar 1638greg. brach Bernhard auf, setzte am 19.jul. / 29. Januargreg. über den Rhein, bemächtigte sich der Städte Säckingen und Laufenburg und begann die Belagerung von Rheinfelden, der wichtigsten Stadt unter den Waldstädten. Das Belagerungsheer wurde am 18.jul. / 28. Februargreg. von einem überlegenen kaiserlich-bayerischen Heer unter Savelli und Johann von Werth angegriffen und musste sich zurückziehen. Nur wenige Tage später kam Bernhard mit seinem Heer zurück und brachte dem kaiserlich-bayerischen Heer in der Schlacht bei Rheinfelden am 21. Februarjul. / 3. Märzgreg. eine schwere Niederlage bei; Savelli und Johann von Werth gerieten in Gefangenschaft. Nach diesem Sieg wurde Rheinfelden besetzt und Rötteln und Freiburg im Breisgau erobert (März). Danach war für Bernhard der Weg frei und er rüstete sich, Breisach zu belagern, dieses wichtige, für unüberwindlich und wichtig gehaltene kaiserliche Bollwerk im Südwesten des Kaiserreichs der Habsburger.
Umsonst bot der Wiener Hof alles auf, um diese wichtige Festung zu halten. Zwar versuchte der kaiserliche General Johann von Götzen einen Entsatz der Festung, doch der Sieg der Weimaraner in der Schlacht bei Wittenweiher am 30. Juli 1638 vereitelte den Angriff. Am 15. Oktober besiegten die Weimaraner auch das Entsatzheer des Herzogs von Lothringen im Treffen auf dem Ochsenfelde beim Ort Thann. Auch ein dritter Entsatzversuch durch kaiserliche Truppen unter Götzen scheiterte, obgleich Bernhard schon damals durch Krankheit geschwächt war. Am 7.jul. / 17. Dezember 1638greg. musste das von Freiherr von Reinach bis aufs äußerste verteidigte Breisach kapitulieren.
Nach der Eroberung von Breisach hatte Richelieu die Absicht, Breisach, diese wichtige und prestigeträchtige Festung, für Frankreich zu reklamieren. Bernhard aber wollte Breisach für sich behalten und zum Mittel- und Stützpunkt einer selbständigen Herrschaft machen und hatte deshalb die Kapitulation auf seinen eigenen Namen abgeschlossen. Umsonst erinnerte Richelieu ihn daran, dass Breisach mit französischem Geld und Blut erobert worden sei und nicht zum Elsass gehöre, umsonst trug er Bernhard die Hand seiner Nichte an: Bernhard schob seine Feldherrnpflichten vor und lehnte die Heirat als eine nicht ebenbürtige ab. Selbst das Versprechen, Breisach nach seinem Tod Frankreich zu überlassen, wollte Bernhard nicht leisten, sondern bestimmte Breisach zum Sitz einer Fürstlich Sächsischen Regierung. Aber auch Angebote, die man ihm von Seiten des Wiener Hofs machte, wies er zurück. Er hatte wahrscheinlich die Absicht, sich mit der verwitweten Landgräfin Amalie von Hessen zu vermählen und zwischen dem Kaiser und dessen Gegnern eine dritte, vermittelnde deutsche Macht zu bilden. Den Winter hindurch verweilte Bernhard in Hochburgund und begab sich Anfang April 1639 nach Breisach zurück.

## Vermächtnis und Ende
Während der Vorbereitungen für einen neuen Feldzug gegen die Kaiserlichen starb Bernhard nach kurzer Krankheit am 18. Juli 1639 in Neuenburg am Rhein. Der Verdacht, dass er an Gift, das ihm vielleicht auf Richelieus Betreiben hin verabreicht worden war, gestorben sei, ist nicht erwiesen. Um Bernhards Erbe stritten alle am Krieg beteiligten Mächte. Sein kurzes Testament bestimmte nur sehr allgemein, dass die eroberten Lande ihrer Wichtigkeit wegen beim Deutschen Reich verbleiben sollten; er wünschte, seine Brüder möchten sie unter schwedischem Schutz übernehmen. Tatsächlich versuchten aber Frankreich, Österreich und Schweden, sich des eroberten Terrains zu bemächtigen. Österreichs Angebote wurden von den Söldnern des Weimaraner Heeres mit Widerwillen zurückgewiesen.
Wilhelm IV. von Sachsen-Weimar, der die Ansprüche der Brüder geltend machte, fand weder bei den Schweden noch bei Frankreich Zustimmung. Selbst die Ansprüche auf Bernhards Privatvermögen wurden beim Abschluss des Westfälischen Friedens nicht beachtet. Der Weimaraner Kommandant von Breisach, Johann Ludwig von Erlach, überließ Frankreich Bernhards Eroberungen und die Weimaraner Söldner gegen die Bewilligung eines Jahrgeldes und das französische Bürgerrecht. Bernhards Regimenter kämpften als recht eigenständiger Kern der französischen Armée d’Allemagne unter den folgenden Befehlshabern Guébriant, Rantzau und Turenne. Im Jahr 1647 meuterten sie gegen einen Marschbefehl in die Spanische Niederlande und gingen größtenteils zu den Schweden über. Unter dem Befehl Königsmarcks nahmen sie an den letzten Entscheidungen des Dreißigjährigen Krieges teil. Bernhards Leichnam, der vorläufig in Breisach beigesetzt worden war, wurde am 15. September 1655 nach Weimar gebracht.